# ナコーンナーヨック県

ナコーンナーヨック県
จังหวัดนครนายก

- この項目は英語版を元に作成されています。

ナコーンナーヨック県 （ナコーンナーヨックけん、タイ語: จังหวัดนครนายก ）は、タイ王国・中部の県（チャンワット）の一つ。サラブリー県、ナコーンラーチャシーマー県、プラーチーンブリー県、チャチューンサオ県、パトゥムターニー県。

## 地理
県北部は、山岳地帯で1,292メートルものキアオ山がある。この地区は現在カオヤイ国立公園に指定されている。中央部はナコーンナーヨック川によって形成された平地地帯である。南部は酸性の土壌で、畑作に向かない地帯である。

## 歴史
ナコーンナーヨックはおそらく11世紀ごろドヴァーラヴァティー王国時代に建設されたのであろうと考えられる。その後1350年、アユタヤー王朝時代になって軍の駐屯地になった。
1943年1月1日、ナコーンナーヨック県はプラーチーンブリー県に編入された（ただし、バーンナー郡はサラブリー県に編入された）。しかし1946年5月9日再び県として成立した。

## 県章

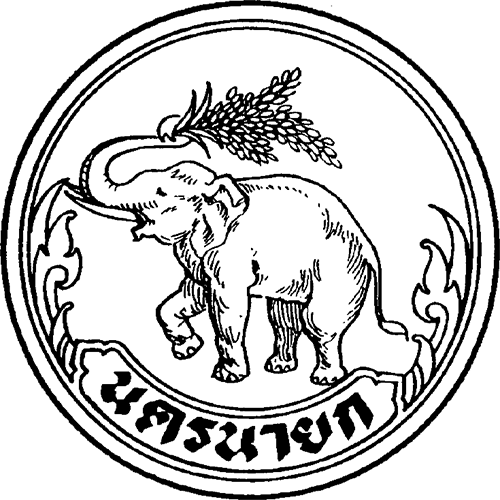
県章

県章は象が稲を鼻で持ち上げている所がデザインされている。これは、米がよく採れること、森林には象がたくさんいることを表している。背景には藁を固めたものが二つや、木、雲が描かれているが、どれも農業や自然の豊かさを表したものである。
県木・県花は Cochlospermum religiosum である。

## 行政区
ナコーンナーヨック県は4の郡（アンプー）に分かれ、その下に41の町（タンボン）と、403の村（ムーバーン）がある。
郡
1. ムアンナコーンナーヨック郡
2. パークプリー郡
3. バーンナー郡
4. オンカラック郡